# Sugar Mountain
Sugar Mountain é uma vila localizada no estado norte-americano de Carolina do Norte, no Condado de Avery.

## Demografia
Segundo o censo norte-americano de 2000, a sua população era de 226 habitantes.
Em 2006, foi estimada uma população de 214, um decréscimo de 12 (-5.3%).

## Geografia
De acordo com o United States Census Bureau tem uma área de
6,3 km², dos quais 6,3 km² cobertos por terra e 0,0 km² cobertos por água.

## Localidades na vizinhança
O diagrama seguinte representa as localidades num raio de 12 km ao redor de Sugar Mountain.